# 이천 상무 FC
이천 상무 FC(Icheon Sangmu Football Club)는 대한민국 경기도 이천시에 있는 축구 선수단이다. 국군체육부대가 운영하는 남자 세미프로 축구단이며, 2003년에 창단되었고 2005년에 해단되었다. 상무 축구단의 2군 선수단으로서 내셔널리그에 참가했다.

## 같이 보기
- 상무 축구단
- 광주 상무 FC